# Tesoro di Guarrazar

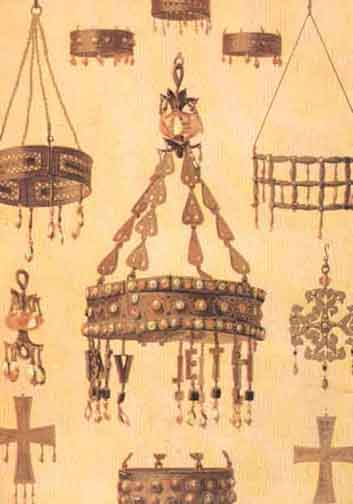
Corone votive e croci, da una litografia del XIX secolo.

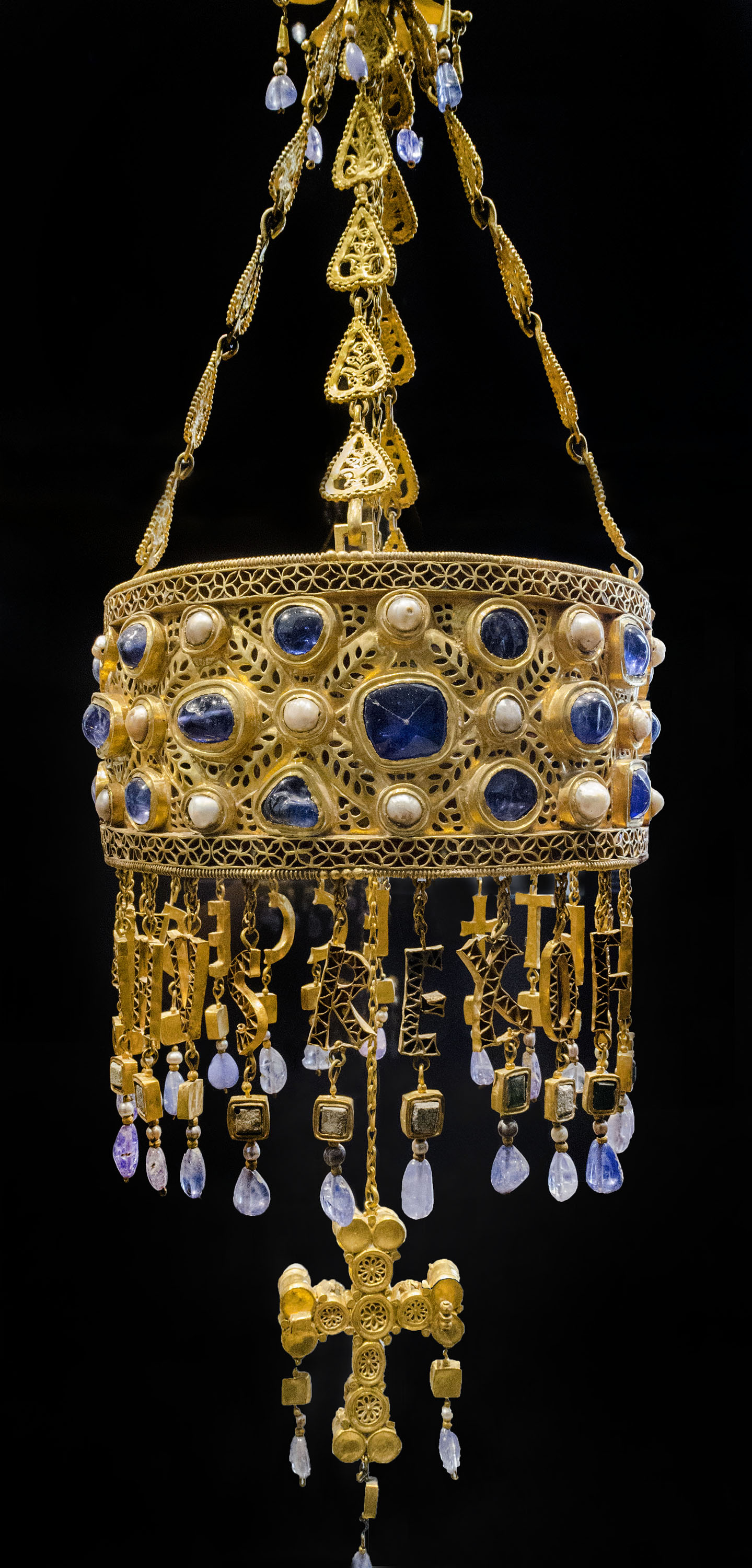
Corona votiva del re visigoto Recceswinth, realizzata in oro e pietre preziose nella seconda metà del VII secolo.

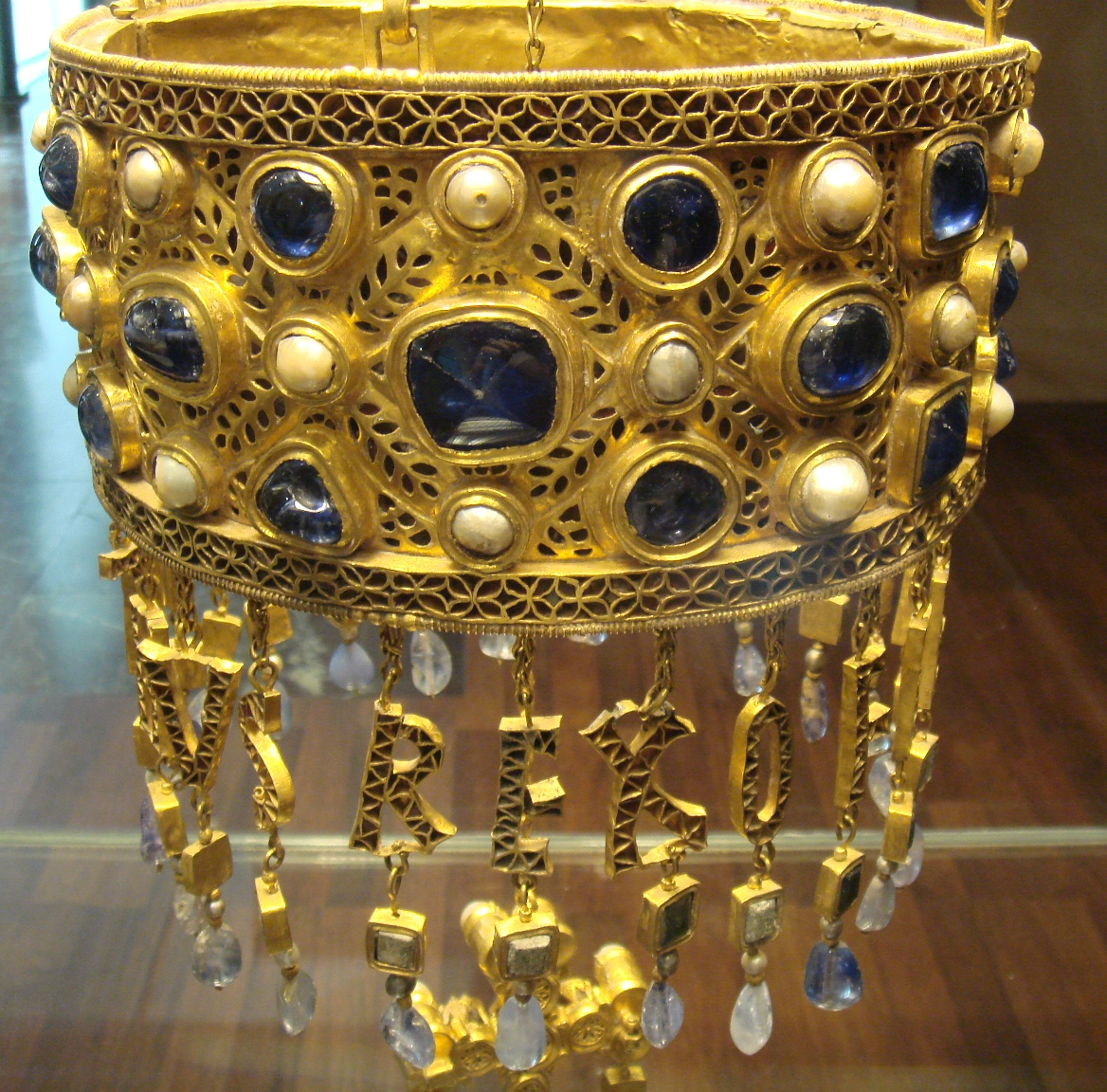
Particolare della corona votiva di Recceswint a Madrid. Le lettere appese scrivono [R] ECCESVINTHVS REX OFFERET [Il Re R. offre].

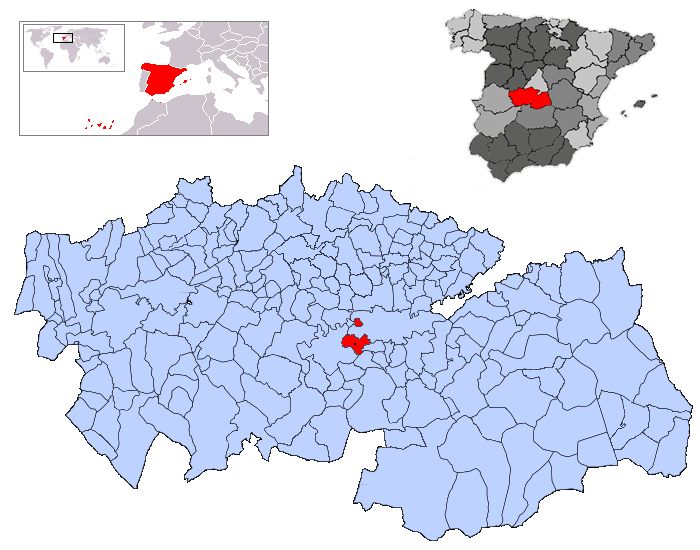
Posizione di Guadamur.

Il tesoro di Guarrazar è un ritrovamento archeologico composto da ventisei corone votive e croci d'oro che erano state originariamente offerte alla Chiesa cattolica romana dai re dei Visigoti nel VII secolo in Hispania, come gesto dell'ortodossia della loro fede e della loro sottomissione alla gerarchia ecclesiastica. La più preziosa di tutte è la corona votiva del re Recceswinth con i suoi zaffiri blu dello Sri Lanka e pendenti. Sebbene il tesoro sia ora diviso tra varie sedi e in parte scomparso, rappresenta il miglior gruppo superstite di offerte votive cristiane del primo medioevo.
Il tesoro, che rappresenta un vertice del lavoro orafo visigoto, fu scavato tra il 1858 e il 1861 in un frutteto chiamato Guarrazar, a Guadamur, vicino a Toledo, in Spagna. Le circostanze del ritrovamento portarono i pezzi del tesoro a prendere strade diverse: alcuni oggetti andarono al Musée de Cluny di Parigi e il resto alle armerie del Palacio Real di Madrid (oggi nel Museo Archeologico Nazionale di Spagna). Nel 1921 e nel 1936 alcuni oggetti del Tesoro di Guarrazar furono rubati e sono ad oggi irreperibili.
Nel 1926 a Torredonjimeno, nella provincia di Jaén, furono rinvenuti analoghi frammenti di filigrana visigota in oro, riconducibili a corone votive e croci.

## Descrizione
I gioielli trovati a Guarrazar sono riferibili a una continua tradizione di lavorazione dei metalli iberica che risale alla preistoria. Queste opere visigote furono influenzate dai bizantini, ma le tecniche di incrostazioni di gemme trovate a Guarrazar erano praticate in tutto il mondo germanico e anche lo stile delle lettere era germanico. Le corone non sono mai state pensate per essere indossate dai re. Erano doni alla chiesa, da appendere sopra l'altare.
I pezzi più preziosi rimanenti del ritrovamento sono le due corone votive reali: una del re Recceswinth e una del re Suinthila. Entrambi sono realizzate in oro, tempestati di zaffiri, perle e altre pietre preziose. La corona di Suinthila fu rubata nel 1921 e mai più recuperata. Ci sono molte altre piccole corone e molte croci votive. Il ritrovamento originale comprendeva anche delle cinture, da allora scomparse.
Questi reperti, insieme ad altri di alcuni ritrovamenti vicini e assieme allo scavo archeologico del Ministero dei Lavori Pubblici e della Reale Accademia di Storia (aprile 1859), formarono un gruppo composto da:
- Museo Archeologico Nazionale di Spagna: sei corone, cinque croci, un ciondolo e resti di lamina e canali (quasi tutti d'oro).
- Palazzo Reale di Madrid: una corona e una croce d'oro e una pietra incisa con l'Annunciazione. Una corona e altri frammenti di un timone con una sfera di cristallo furono rubati dal Palazzo Reale di Madrid nel 1921 e la loro ubicazione è ancora sconosciuta.
- Museo Nazionale del Medioevo, Parigi: tre corone, due croci, maglie e ciondoli d'oro.

C'erano anche molti frammenti di sculture e resti di un edificio, forse un santuario romano o luogo di purificazione. Dopo la sua dedica al culto cristiano come chiesa o oratorio, ospitò numerose tombe. Nella tomba meglio conservata è stato trovato uno scheletro disteso su un letto di calce e sabbia. La sua lapide di ardesia ben conservata ha un'iscrizione latina che menziona un sacerdote di nome Crispín, risalente al 693 (anno del XVI Concilio di Toledo). Questa lapide si trova ora nel Museo Archeologico Nazionale di Spagna a Madrid. L'iscrizione sulla croce di Sónnica, un pezzo conservato a Parigi, dà un'indicazione sul nome di questa chiesa, ossia "Santa Maria di Sorbaces", che potrebbe aver costituito nascondiglio per i tesori di corte e dei tesori di chiese e monasteri minacciati dalla conquista islamica della provincia iberica:
| INDI NOM INE OFFERET SONNICA SCE MA RIE INS ORBA CES | In D[omin]i Nomine offeret Sonnica S[an]c[t]e Marie in Sorbaces In nome di Dio, Sonnica offre [questo] a Santa Maria in Sorbaces |

## Altre immagini

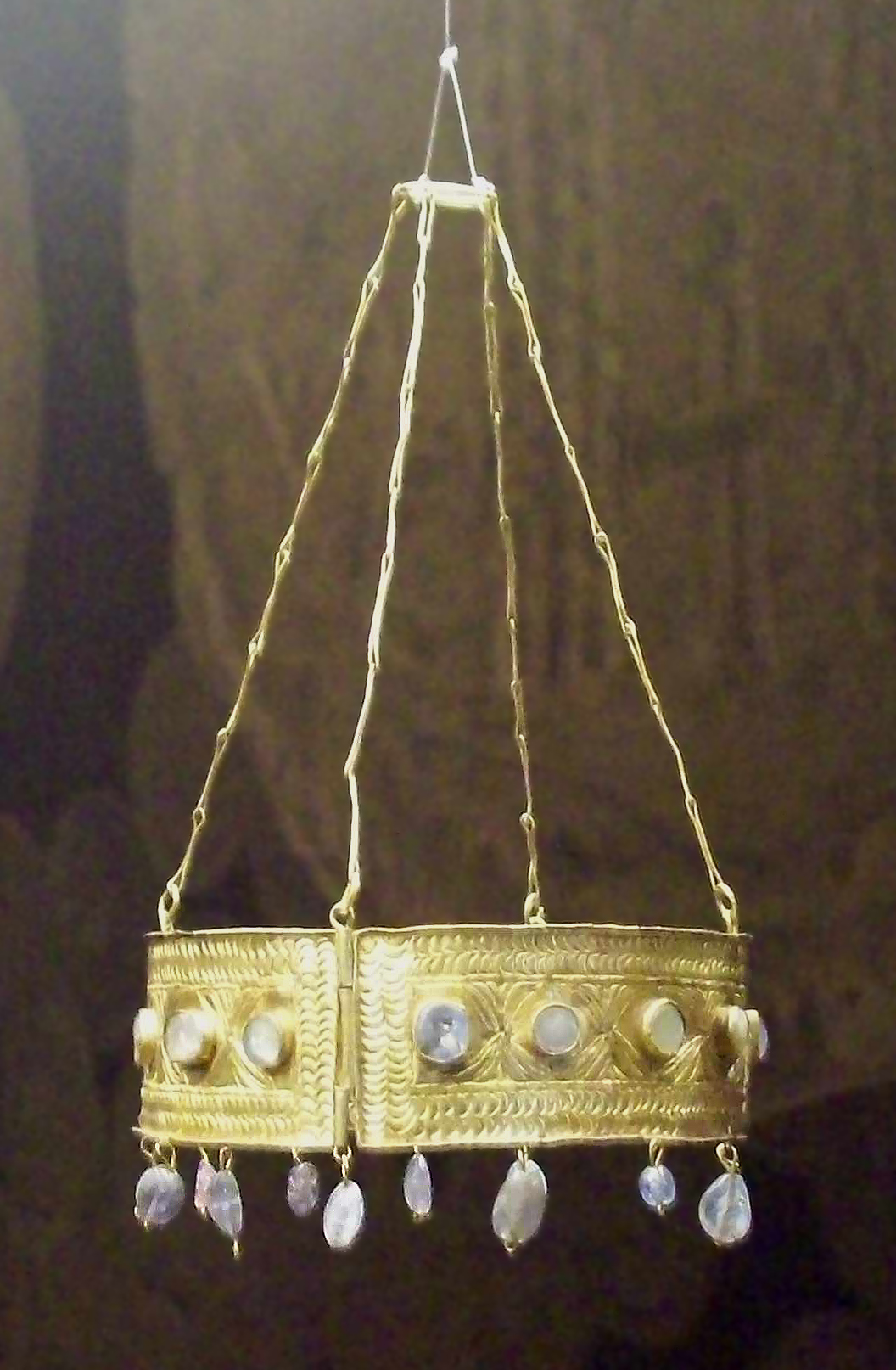
Una delle corone votive.
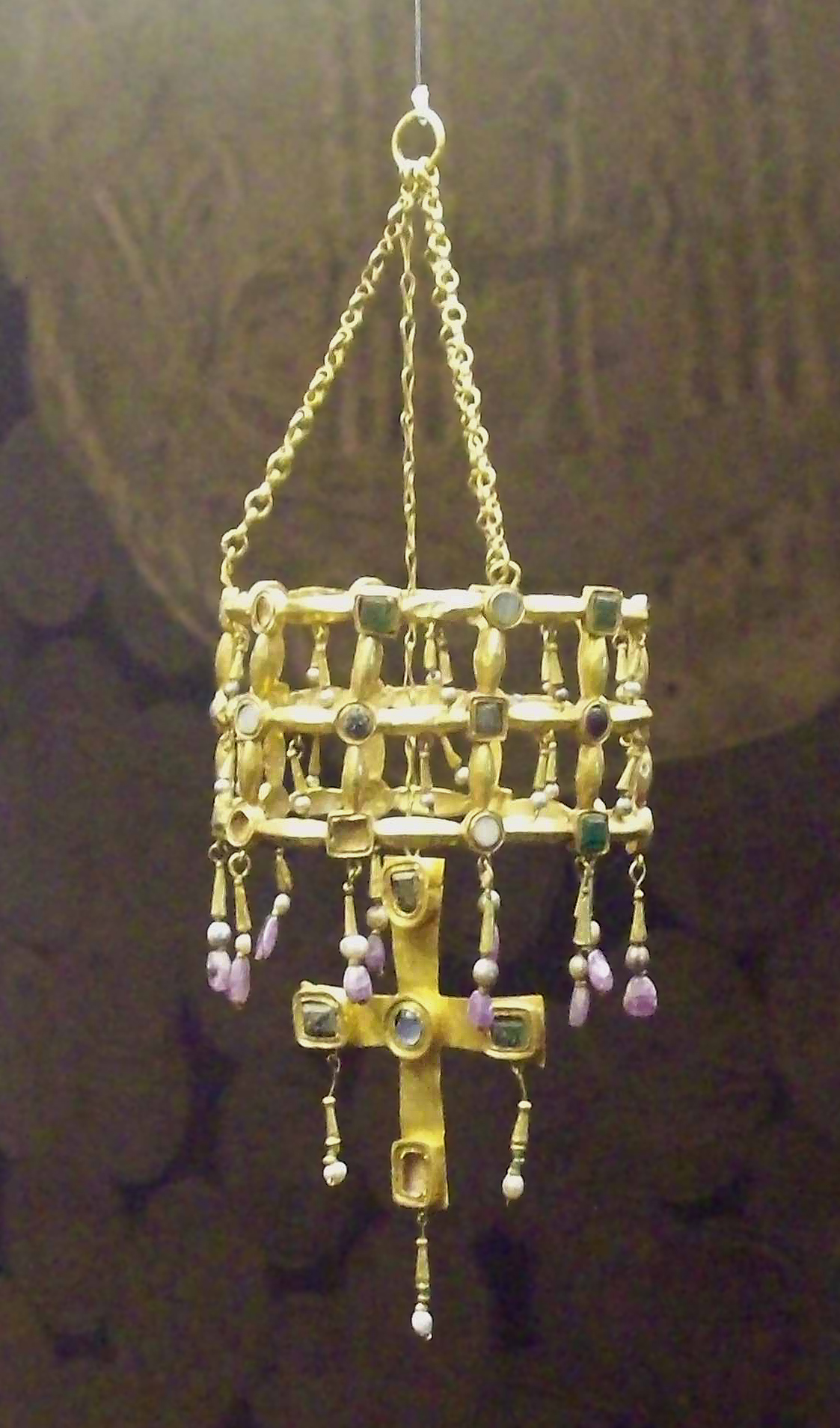
Corona votiva e croce.
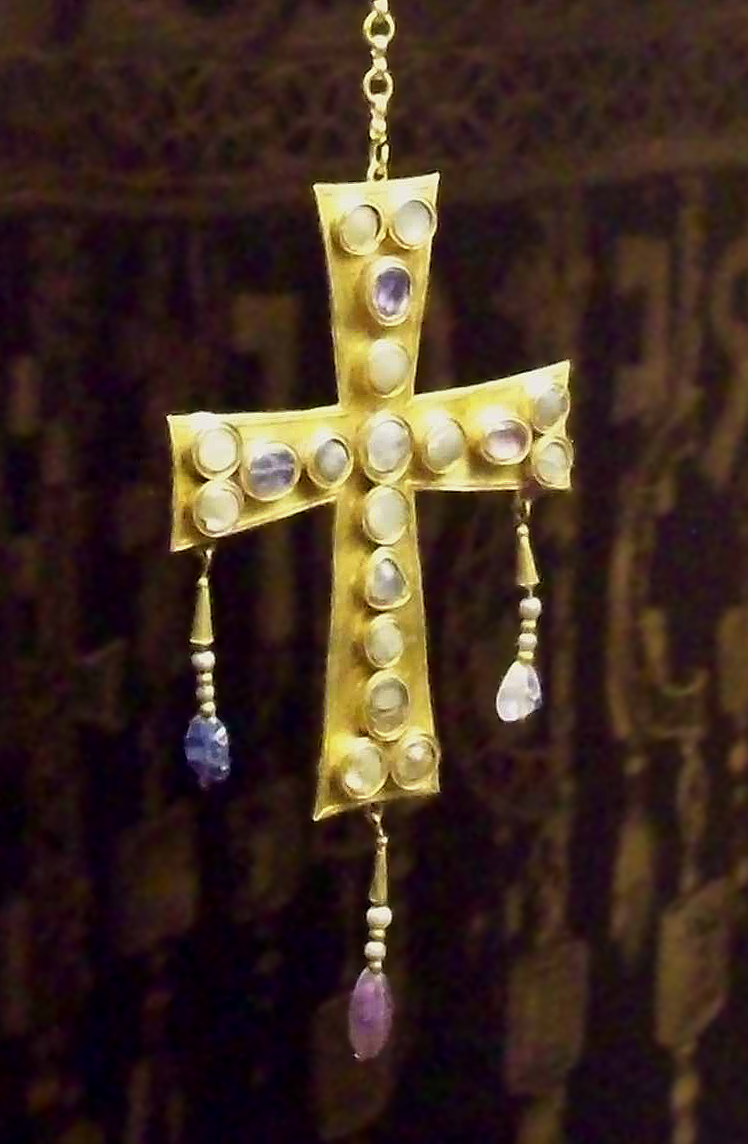
Croce votiva.
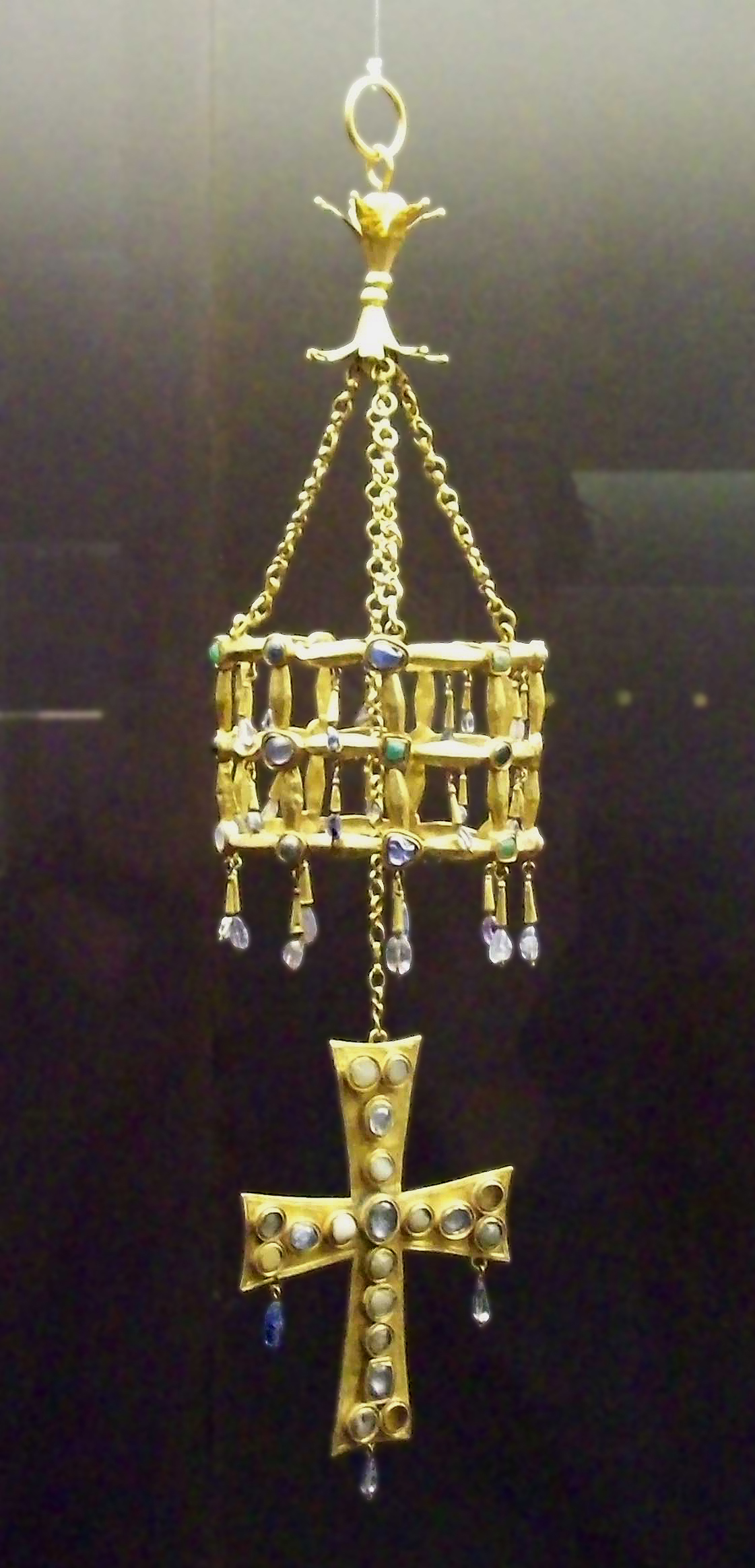
Corona votiva e croce.
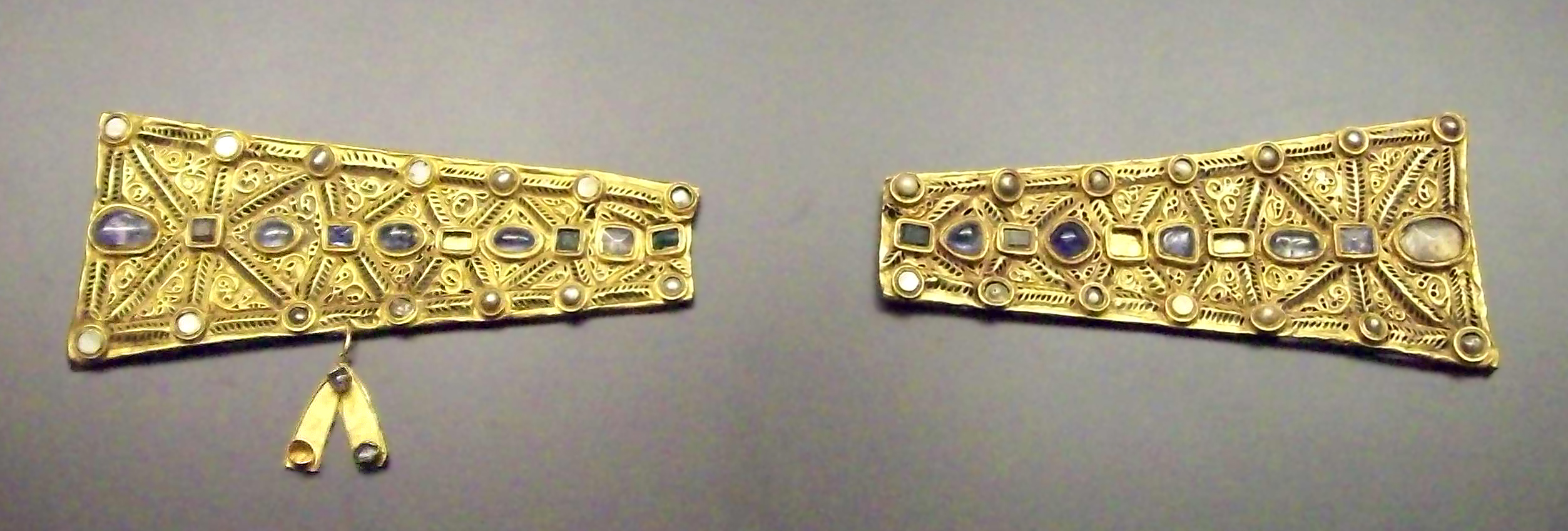
La Grande Croce .